# 黑尔茨贝格 (东普里格尼茨-鲁平县)
黑尔茨贝格（德語：Herzberg）是德国勃兰登堡州的市镇，隶属于东普里格尼茨-鲁平县。总面积为18.72平方千米，截至2020年总人口为617人。